# Liste der Kulturdenkmale in Bad Klosterlausnitz
Die Liste der Kulturdenkmale in Bad Klosterlausnitz umfasst die als Einzeldenkmale, Bodendenkmale und Denkmalensembles erfassten Kulturdenkmale auf dem Gebiet der Gemeinde Bad Klosterlausnitz im thüringischen Saale-Holzland-Kreis (Stand: Februar 2020). Die Angaben in der Liste ersetzen nicht die rechtsverbindliche Auskunft der zuständigen Denkmalschutzbehörde.

## Legende
- Bild: zeigt ein Bild des Kulturdenkmals und gegebenenfalls einen Link zu weiteren Fotos des Kulturdenkmals im Medienarchiv Wikimedia Commons
- Bezeichnung: Name, Bezeichnung oder die Art des Kulturdenkmals
- Lage: Wenn vorhanden Straßenname und Hausnummer des Kulturdenkmals; Grundsortierung der Liste erfolgt nach dieser Adresse. Der Link Karte führt zu verschiedenen Kartendarstellungen und nennt die Koordinaten des Kulturdenkmals.
 Kartenansicht, um Koordinaten zu setzen – in dieser Kartenansicht sind Kulturdenkmale ohne Koordinaten mit einem roten bzw. orangen Marker dargestellt und können in der Karte gesetzt werden. Kulturdenkmale ohne Bild sind mit einem blauen bzw. roten Marker gekennzeichnet, Kulturdenkmale mit Bild mit einem grünen bzw. orangen Marker.
- Datierung: gibt das Jahr der Fertigstellung beziehungsweise das Datum der Erstnennung oder den Zeitraum der Errichtung an
- Beschreibung: bauliche und geschichtliche Einzelheiten des Kulturdenkmals, vorzugsweise die Denkmaleigenschaften
- ID: Die ID identifiziert das Kulturdenkmal eindeutig. In Thüringen sind aktuell keine IDs veröffentlicht. In der ID-Spalte kann sich auch folgendes Icon  befinden, dies führt zu Angaben zu diesem Kulturdenkmal bei Wikidata.

## Kulturdenkmale in Bad Klosterlausnitz
| Bild                                    | Bezeichnung                                                          | Lage                                                              | Datierung | Beschreibung | ID |
| --------------------------------------- | -------------------------------------------------------------------- | ----------------------------------------------------------------- | --------- | --- | -- |
| weitere Bilder Fotos hochladen          | Denkmalensemble „Bereich um die ehemalige Klosterkirche“             | Geraer Straße 15, 15a, Kirchgasse 3, 5, Köstritzer Straße (Karte) |           | Klosterkirche mit Umgebung, Klostermauern und Gefallenendenkmal sowie Pfarrhaus, Schule, Schulspeisung und Klosterteich |    |
| BW                                      | Denkmalensemble „Wohnviertel“                                        | Schöppestraße 1, 2, 3, 4, 6, 8, Waldstraße 11, 12, 13, 14 (Karte) |           | Wohnhaus- und Villenbebauung Schöppe- / Waldstraße                                                                      |    |
| BW                                      | ehemaliges Hotel Herzog Ernst, heute Lausnitzer Hof, mit Ausstattung | Bahnhofstraße 6 (Karte)                                           |           | |    |
| BW                                      | Villa Naundorf, Wohnhaus mit Ausstattung, Garten und Einfriedung     | Bahnhofstraße 27 (Karte)                                          |           | |    |
| BW                                      | Wohnhaus                                                             | Bahnhofstraße 29 (Karte)                                          |           | |    |
| Fotos hochladen                         | Fachklinik Klosterwald, Kurhaus mit Ausstattung und Nebengebäude     | Bahnhofstraße 33 (Karte)                                          |           | |    |
| Fotos hochladen                         | Gefallenendenkmal                                                    | Kirchgasse / Geraer Straße (Karte)                                |           | |    |
| weitere Bilder Fotos hochladen          | Augustiner-Chorherren-Stiftskirche mit Ausstattung                   | Kirchgasse (Karte)                                                |           | |    |
| BW                                      | Schule mit Ausstattung                                               | Geraer Straße 15 (Karte)                                          |           | |    |
| BW                                      | Wohnhaus mit Ausstattung, Garten und Einfriedung                     | Hermann-Sachse-Straße 30 (Karte)                                  |           | |    |
| BW                                      | Wohnhaus                                                             | Hermann-Sachse-Straße 35 (Karte)                                  |           | |    |
| Fotos hochladen                         | Ernst-Agnes-Heim, Kurhaus                                            | Hermann-Sachse-Straße 36 (Karte)                                  |           | |    |
| BW                                      | Forsthaus und Einfriedung                                            | Hermann-Sachse-Straße 39 (Karte)                                  |           | |    |
| BW                                      | Wohnhaus mit Ausstattung, Garten und Einfriedung                     | Jahnstraße 1 (Karte)                                              |           | |    |
| Fotos hochladen                         | Waldhaus Köppe Oberhof, Kurhotel mit Ausstattung                     | Jenaische Straße 21 (Karte)                                       |           | |    |
| BW                                      | Villa Dora, Wohnhaus mit Nebengebäude                                | Jenaische Straße 23 (Karte)                                       |           | |    |
| BW                                      | Forstamtsgebäude mit Nebengebäuden                                   | Jenaische Straße 28 (Karte)                                       |           | |    |
| weitere Bilder Fotos hochladen          | Rathaus                                                              | Markt 3 (Karte)                                                   |           | |    |
| BW                                      | Wohnhaus                                                             | Marktstraße 3 (Karte)                                             |           | |    |
| BW                                      | Wohnhaus                                                             | Marktstraße 5 (Karte)                                             |           | |    |
| Direkt Bild zu diesem Denkmal hochladen | Familiengrabstätte Meisner                                           | Neue Straße                                                       |           | |    |
| BW                                      | Wohnhaus mit Ausstattung, Garten und Einfriedung                     | Schöppestraße 3 (Karte)                                           |           | |    |
| BW                                      | Wohnhaus mit Ausstattung                                             | Waldstraße 12 (Karte)                                             |           | |    |
| BW                                      | Wüstung Gumprechtsdorf                                               | südlich des Töpferberges (Karte)                                  |           | Bodendenkmal |    |